# Нижняя Зароща
Нижняя Зароща — деревня в Мценском районе Орловской области России. Входит в состав Спасско-Лутовиновского сельского поселения.

## География
Деревня находится в северной части Орловской области, в лесостепной зоне, в пределах центральной части Среднерусской возвышенности, при железнодорожной линии Тула — Курск, на левом берегу реки Зарощи, на расстоянии примерно 2 километров (по прямой) к северу от города Мценска, административного центра района. Абсолютная высота — 158 метров над уровнем моря.
Местный климат характеризуется как умеренно континентальный с умеренно морозной зимой и теплым, иногда жарким летом. Средняя многолетняя температура самого холодного месяца — января, составляет −9,4°С, температура самого теплого +19°С.
Часовой пояс
Деревня Нижняя Зароща, как и вся Орловская область, находится в часовой зоне МСК (московское время). Смещение применяемого времени относительно UTC составляет +3:00.

## Население
| 2002 | 2010 |
| ---- | ---- |
| 273  | ↗283 |

Половой состав
По данным Всероссийской переписи населения 2010 года в гендерной структуре населения мужчины составляли 46,3 %, женщины — соответственно 53,7 %.
Национальный состав
Согласно результатам переписи 2002 года, в национальной структуре населения русские составляли 98 % из 273 чел.

## Инфраструктура
Действуют фельдшерско-акушерский пункт, дом культуры и библиотека.

## Улицы
Уличная сеть деревни состоит из шести улиц.